# 阿富汗参战奖章
阿富汗参战奖章（英語：Afghanistan Campaign Medal; ACM）是美国军队的一项军事荣誉。2004年11月29日由时任美国总统乔治·沃克·布什设立，2005年6月正式颁发。奖章由美国陆军纹章学研究所设计。
阿富汗参战奖章授予在阿富汗境内（或其领空）连续30天或非连续60天执行任务的美国军人，有效期追溯至2001年10月24日。同敌军作战的美国军人，或在阿富汗境内作战中受伤的美国军人，无论其在阿富汗境内停留的天数如何，均可获得阿富汗参战奖章。该奖章还授予在阿富汗境内因执行任务而死亡的美国军人，包括因意外事故和灾难等非战斗伤害而死亡的美国军人。

## 式样
| Bronze star                                           | 一星六杠 |
| Bronze star · Bronze star                             | 二星六杠 |
| Bronze star · Bronze star · Bronze star               | 三星六杠 |
| Bronze star · Bronze star · Bronze star · Bronze star | 四星六杠 |
| Silver star                                           | 一星五杠 |

肩带纹章：
- 服役星章
- 箭头星章（美国陆军和美国空军）
- 海军陆战队作战行动徽章（美国海军、美国海军陆战队军人）